# Gare de Cassis
Gare de Cassis – stacja kolejowa w Cassis, w departamencie Delta Rodanu, w regionie Prowansja-Alpy-Lazurowe Wybrzeże, we Francji.
Została otwarta w 1859 roku na zlecenie przez Compagnie des chemins de fer de Paris à Lyon et à la Méditerranée (PLM). Jest stacją Société nationale des chemins de fer français (SNCF), obsługiwaną przez pociągi TER Provence-Alpes-Côte d’Azur.